# Arroz con hinojos
El arroz con hinojos es un plato típico de algunas regiones del sur de España con presencia romaní, y es uno de los platos más representativos de la cocina gitana de este país. Dependiendo del gusto de cada hogar, este guiso incluye cebolla, judías (monchetas), tomate, patata, pimiento verde o rojo, zanahoria, guisantes, pollo... o incluso un chorrito de vino blanco. Se hace primero un sofrito en la cazuela, luego se le agregan las verduras y carnes, y finalmente el arroz, el agua y el hinojo fresco.
El hinojo (Foeniculum vulgare) es una hierba aromática típica de la cuenca mediterránea, apreciada por su sabor ligeramente anisado. Se usa el hinojo silvestre, no el dulce (el 'hinojo de Florencia'). Su temporada varía de noviembre a abril, y crece de forma natural en los márgenes de bosques o cultivos. En estos meses, las mujeres gitanas lo recogen del campo y lo usan fresco para aromatizar potajes. Se prefiere recolectar las plantas jóvenes, ya que son más tiernas. También son típicas las habichuelas con hinojos, las migas con hinojos o el pescado con hinojo.